# إليزابيث بيرش
إليزابيث بيرش (بالإنجليزية: Elizabeth Birch)‏ هي محامية أمريكية، ولدت في 2 سبتمبر 1956 في دايتون في الولايات المتحدة.